# Милохин, Даня
Да́ня Мило́хин (полное имя — Дани́ла Вячесла́вович Мило́хин; род. 6 декабря 2001, Оренбург) — российский тиктокер, рэпер, музыкант, видеоблогер, актёр кино и озвучивания.
В октябре 2020 года российский Forbes поместил Милохина на 6-е место своего первого в истории списка самых высокооплачиваемых тиктокеров.

## Биография
Данила Милохин родился в Оренбурге 6 декабря 2001 года. Детство у мальчика было непростым: отец, который страдал алкоголизмом, и мать развелись, и в три года Данила вместе со своим старшим братом оказался в детском доме, где директором была приёмная мать Юрия Шатунова — Валентина Тазекенова.
Когда Даниле исполнилось 13 лет, его с братом Ильёй усыновила приёмная семья.
В отличие от Ильи, который в детском доме стал кандидатом в мастера спорта по шахматам (из-за желания продолжать заниматься спортом он не хотел покидать детский дом, когда появилась эта возможность), Данила ни к учёбе, ни к спорту интереса не проявлял.
После школы вслед за братом пошёл в местное училище, которое не окончил. В этот период жил в общежитии или на улице. Иногда у него не было денег на еду.
В 16 лет пристрастился к наркотикам, позже зависимость ему удалось побороть.
В 2022 году стал участником шоу «Ледниковый период» в паре с двукратной чемпионкой мира Евгенией Медведевой, но через какое-то время, успев сняться только в четырёх выпусках, неожиданно прямо перед съёмками нового эпизода скандально ушёл с этого шоу «Первого канала», поссорившись с Ильёй Авербухом и Евгенией Медведевой.
В октябре 2022 года бывший силовик написал донос на Даню Милохина из-за того, что он на стриме с украинским блогером Артуром Бабичем спел гимн Украины. После этого случая Милохин улетел в Лос-Анджелес (США), но при этом он опроверг слухи о своей эмиграции в США, а затем в Дубай, позднее (8 сентября 2023 года) вернувшись в Россию. 11 сентября 2023 года снова уехал из России в Дубай после требования Екатерины Мизулиной к Минобороны призвать Милохина на срочную службу в ряды Вооружённых сил Российской Федерации.

## Карьера
В 2019 году завёл аккаунт в «ТикТок», куда начал выкладывать видео. На тот момент он жил в Анапе и работал официантом, затем решил переехать в Москву. В это же время на него обратил внимание Ярослав Андреев, основатель агентства WildJam, и предложил Милохину участие в интеграциях для спонсоров. Работу с рекламодателями агентство взяло на себя.
10 марта 2020 года основал тикток-команду (так называемый «тикток-хаус» или «дом тиктокеров») под названием Dream Team House.
Решив попробовать себя в музыке, Даня сочинил и опубликовал песню «Я дома», в которой поется о пребывании на самоизоляции в связи с распространением коронавируса. В «ТикТоке» трек стал очень популярным, под него сняли тысячи видеороликов. Кроме того, 6 мая на «YouTube» был представлен клип, быстро собравший миллионы просмотров.

Опыта никакого не было. Мне стало интересно попробовать себя в чём-то, что раньше не пробовал. Я давно хотел записать какой-то трек, и карантин как раз помог мне в этом. Сингл «Я дома» мы писали вместе с нашей командой, и на это ушло меньше дня. Получилась пушка.

10 июня 2020 года вышла песня «Хавчик» — совместная работа Милохина с Тимати и Джиганом. В конце того же месяца он выпустил ещё одну сольную песню — «Я подонок»[значимость факта?].
6 сентября 2020 года выпустил сингл «Лав». 30 сентября был выпущен клип.
17 сентября 2020 года вышел клип на песню «Дико тусим», которую Милохин записал вместе с Николаем Басковым.
21 апреля 2021 года выпустил дебютный альбом «Бум», в который вошло восемь треков.
В 2021 году принял участие в рекламной кампании «Сбера», снявшись в ряде клипов и роликов. 17 мая вышел клип Милохина для рекламной кампании «Сбера» и Visa.
В 2021 году стал одним из спикеров Петербургского международного экономического форума, а также его молодёжным лицом. Позднее был подвергнут критике со стороны официального представителя МИД России Марии Захаровой за «клоунаду» на форуме.
По состоянию на середину июля 2021 года у Дани Милохина в «ТикТоке» более 14 миллионов подписчиков, в «Инстаграме» — более 3 миллионов.

## Спортивная карьера
В декабре 2021 года Милохин впервые принял участие в боксёрском поединке. В рамках спортивно-развлекательного шоу PVP Arena он состязался с украинским видеоблогером Артуром Бабичем в необычных условиях, созданных во избежание травматизма и для визуальной эффектности: участники в огромных перчатках боксировали в маленьком восьмиугольном ринге. Бой продлился 3 раунда по 1 минуте, Милохин победил единогласным решением судей.
В дальнейшем Даня Милохин планировал провести поединок по правилам бокса или ММА с видеоблогером Ромой Жёлудем, но бой не состоялся. Кроме того, он заявил о намерении потягаться с одним из братьев Хабиба Нурмагомедова (все они — профессиональные бойцы смешанных единоборств). В сентябре 2023 он сообщил, что тренируется в этом виде спорта около 4 месяцев.
16 февраля 2024 года Даня Милохин принял участие в боксёрском поединке против индийского тиктокера Аджмала Хана. Трёхраундовый бой, имевший статус выставочного (по правилам профессионального бокса) и организованный промоушеном Alpha Fight Series в Дубае, ОАЭ, закончился в первом раунде — россиянин одержал победу техническим нокаутом, нанеся сопернику 4 нокдауна за раунд. Спортивные журналисты отметили невысокое по меркам профессионального бокса мастерство участников и превосходство российского боксёра в технике. На церемонию награждения Милохин вышел под гимн РФ и с российским флагом, а затем пообещал вернуться в Россию, что вызвало одобрительную реакцию в российских СМИ.
15 марта 2025 года в Кишинёве поучаствовал в боксёрском поединке на ринге FEA Championship против местного молдавского блогера Жосана, победив нокаутом в четвёртом раунде.

## Дискография

### Альбом
| Название | Информация                                                                        |
| -------- | --------------------------------------------------------------------------------- |
| «БУМ»    | - Релиз: 21 апреля 2021 - Лейбл: Dream Team Family - Формат: цифровая дистрибуция |

### Синглы
| Год  | Название                                                                   | Чарты                    | Чарты                            | Чарты                    | Альбом                    |
| Год  | Название                                                                   | Top Radio & YouTube Hits | Top Radio & YouTube Russian Hits | Top YouTube Russian Hits | Альбом                    |
| ---- | -------------------------------------------------------------------------- | ------------------------ | -------------------------------- | ------------------------ | ------------------------- |
| 2020 | «Я дома»                                                                   | —                        | —                                | —                        | без альбома               |
| 2020 | «Хавчик» (совместно с Тимати и Джиганом)                                   | 23                       | 11                               | 2                        | «Транзит» (альбом Тимати) |
| 2020 | «Подонок»                                                                  | —                        | —                                | —                        | без альбома               |
| 2020 | «Потанцуй со мной»                                                         | —                        | —                                | —                        | без альбома               |
| 2020 | «Лав»                                                                      | —                        | —                                | —                        | без альбома               |
| 2020 | «Дико тусим» (совместно с Николаем Басковым)                               | 190                      | —                                | 46                       | без альбома               |
| 2020 | «Детство» (совместно с Артуром Бабичем) (кавер на песню Рауфа и Фаика)     | —                        | —                                | —                        | без альбома               |
| 2020 | «Есть только миг» (совместно с Maruv)                                      | —                        | —                                | —                        | без альбома               |
| 2020 | «Обращение к 2020 году»                                                    | —                        | —                                |                          | без альбома               |
| 2020 | «Чётко» (совместно с Артуром Бабичем)                                      | —                        | —                                |                          | без альбома               |
| 2020 | «Новый год» (совместно с Артуром Бабичем, Олегом Ликвидатором & Климтоком) | —                        | —                                | —                        | без альбома               |
| 2021 | «Выдыхаю боль»                                                             | —                        | —                                | —                        | без альбома               |
| 2021 | «Among Us» (совместно с Никитой Левинским)                                 | —                        | —                                | —                        | без альбома               |
| 2021 | «Единорог»                                                                 | —                        | —                                | —                        | «БУМ»                     |
| 2021 | «Везде топ»                                                                | —                        | —                                | —                        | без альбома               |
| 2021 | «Мама» (совместно с Sorry Jesus)                                           | —                        | —                                | —                        | без альбома               |
| 2021 | «so low» (совместно с escape)                                              | —                        | —                                | —                        | без альбома               |
| 2021 | «Башня» (совместно с гр. Мумий Тролль)                                     | —                        | —                                | —                        | без альбома               |
| 2021 | «Дико влюблены» (совместно с Николаем Басковым)                            | —                        | —                                | —                        | без альбома               |
| 2022 | «Без капли мыслей»                                                         | —                        | —                                | —                        | без альбома               |
| 2022 | «Выпускной»                                                                | —                        | —                                | —                        | без альбома               |
| 2022 | «Изи на (Дисс на Первый)»                                                  | —                        | —                                | —                        | без альбома               |
| 2023 | «Зануда»                                                                   | —                        | —                                | —                        | без альбома               |
| 2023 | «На день интересна» (совместно с Некоглаем)                                | —                        | —                                | —                        | без альбома               |

## Фильмография

### Актёр
| Год  |   | Название         | Роль   |
| ---- | - | ---------------- | ------ |
| 2021 | ф | Блогеры и дороги | камео  |
| 2021 | с | Евгенич          | камео  |
| 2022 | с | Классная Катя    | Петров |

### Озвучивание
| Год  |    | Название                  | Роль                          |
| ---- | -- | ------------------------- | ----------------------------- |
| 2022 | мф | Финник                    | Тикфин / Хамсетрфин / Мотяфин |
| 2022 | мф | Мия и я: Легенда Сентопии | Нино                          |

## Бои
| Ринг               | Соперник   | Дата боя        | Результат | Прим. |
| ------------------ | ---------- | --------------- | --------- | ----- |
| Alpha Fight Series | Аджмал Хан | 16 февраля 2024 | Победа    |       |

| Ринг             | Соперник | Дата боя      | Результат | Прим. |
| ---------------- | -------- | ------------- | --------- | ----- |
| FEA Championship | Жосан    | 15 марта 2025 | Победа    |       |

## Награды и номинации
| Год  | Премия                                           | Номинация            | Результат | Прим.     |
| ---- | ------------------------------------------------ | -------------------- | --------- | --------- |
| 2020 | GQ Человек года 2020                             | Открытие года        | Победа    | [ 47 ]    |
| 2020 | Итоги года 2020 по версии телеканала «ТНТ Music» | Лучший тиктокер года | Номинация | 5-е место |
| 2021 | Influencers Awards                               | #PROMUSIC            | Победа    | [ 49 ]    |
| 2021 | Cosmopolitan Man Awards                          |                      | Победа    | [ 50 ]    |

## Рейтинги
- Самые высокооплачиваемые тиктокеры по версии Forbes — 6 место[9]
- Самые популярные тиктокеры России по версии MTV — 10 место[51]
- Топ-5 поющих звёзд «TikTok» — 1 место[52]
- В 2022 году занял 7 место в рейтинге инфлюенсеров-блогеров Romir Influence Ranking[53].

### Комментарии
1. ↑  Согласно интервью телеканалу «Музыка Первого», хоккеем он всё же в детстве занимался[11].